# Crane Co.

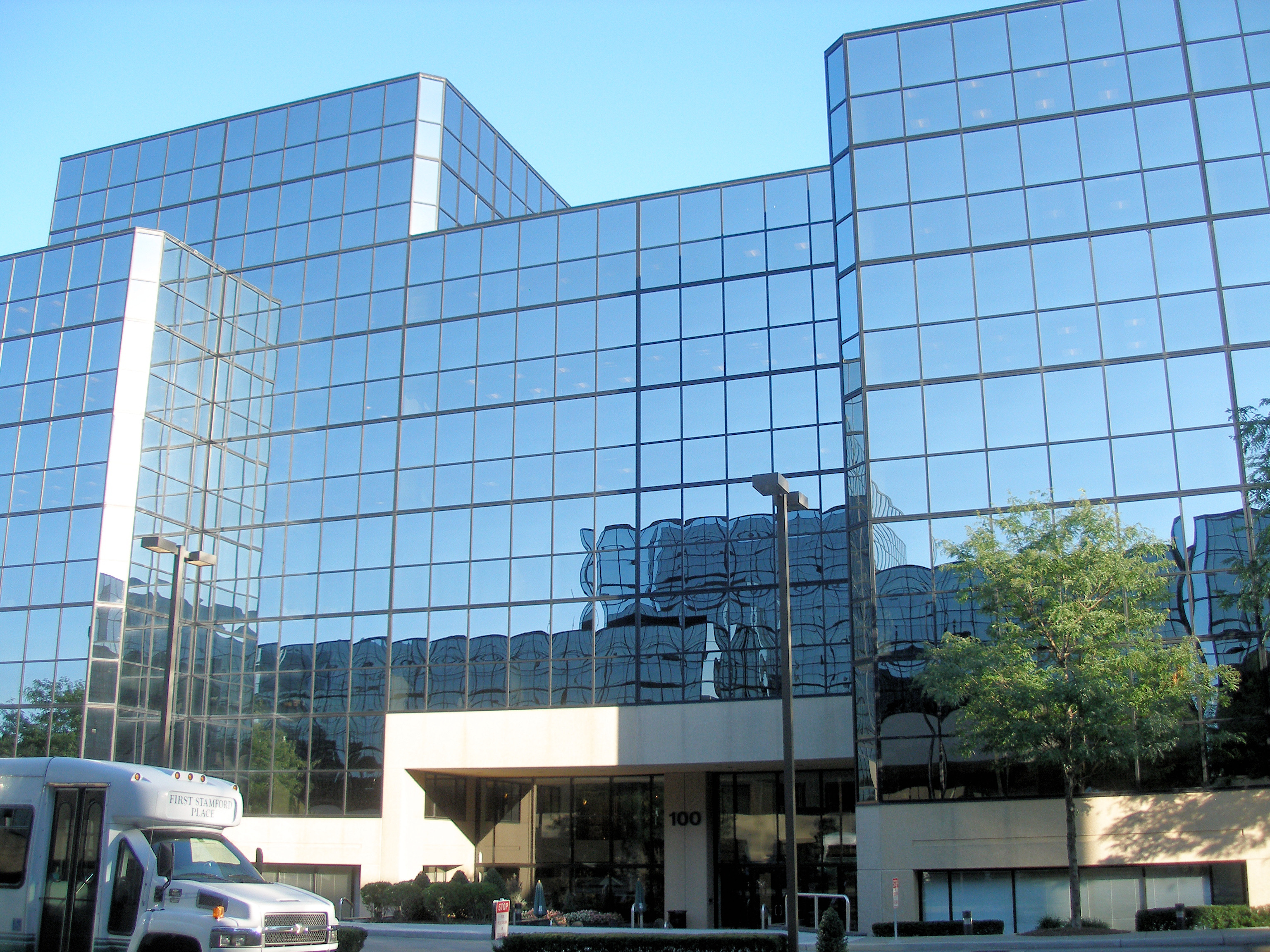
Hauptsitz von Crane Co. in Stamford

Die Crane Company (kurz Crane Co.) ist ein US-amerikanisches Industriegüterunternehmen. Das Unternehmen wurde 1855 als R.T. Crane Brass & Bell Foundry in Chicago gegründet. Das Unternehmensportfolio umfasst unter anderem Pumpen und Ventile für die Flüssigkeitshandhabung, Verkaufsautomaten, Produkte aus glasfaserverstärktem Kunststoff (GFK) und Systeme für die Luftfahrt.
Crane war ehemals ein großer Hersteller von Badezimmerarmaturen. Dieser Geschäftszweig wurde 1990 verkauft. In den 1960er Jahren fanden Pumpen des Unternehmens während den Raumfahrtprogrammen Gemini und Apollo der NASA Anwendung. Weiterhin lieferte Crane Bremssysteme für die Space Shuttles.